# Emiliano Zapata, Cihuatlán
Emiliano Zapata är en ort i Mexiko.   Den ligger i kommunen Cihuatlán och delstaten Jalisco, i den södra delen av landet, 600 km väster om huvudstaden Mexico City. Emiliano Zapata ligger 42 meter över havet och antalet invånare är 1 831.
Terrängen runt Emiliano Zapata är kuperad norrut, men söderut är den platt. Havet är nära Emiliano Zapata åt sydväst.  Närmaste större samhälle är San Patricio, 2,5 km sydost om Emiliano Zapata.